# 李孟春
李孟春（1859年—1929年），字梅辰，漢軍鑲藍旗人，居於順天府固安縣（今河北省廊坊市固安縣）東洋屯，清末民初軍事將領。武進士出身。

## 生平
光緒二十年（1894年）甲午恩科二甲武進士，授三等侍衛。後進入北洋陸軍將弁學堂深造，光緒三十一年（1905年）畢業，分充陸軍第二鎮砲兵第二營隊官。光緒三十三年（1907年），升任陸軍第二鎮中軍官。宣統元年（1909年），調任福建省福鼎縣桐山營游擊。
民國四年（1915年），奉北京陸軍部之命，調任北京軍警督察處稽查官，不久以年老辭職回鄉。民國十八年（1929年）歿於東洋屯故里，年七十一。民國《固安縣志》有傳。

## 後代
子恩祥，畢業於保定講武堂，曾任陸軍二十四師九十四團團附。